# باربارا فرل
باربارا فرل (انگلیسی: Barbara Ferrell؛ زادهٔ ۲۸ ژوئیه ۱۹۴۷) دونده اهل ایالات متحده آمریکا است.